# Exarchat (Byzantinisches Reich)
Das Exarchat war ein von einem Exarchen geleiteter byzantinischer Verwaltungsdistrikt und in mancher Hinsicht eine Vorstufe der späteren Themen.
Exarch (griech. eigentl. „Vorgesetzter“) war in frühbyzantinischer Zeit, in der ausgehenden Spätantike, der Titel der Statthalter der afrikanischen (Exarchat von Karthago, erstmals 591 erwähnt) und italischen (Exarchat von Ravenna, erstmals 584 erwähnt) Besitzungen des Oströmischen bzw. Byzantinischen Reiches, die in ihrem Verwaltungsbereich, dem Exarchat, die oberste militärische und zivile Gewalt ausübten. Durch die Vereinigung der beiden Kompetenzen in einer Hand brach man mit der seit rund 300 Jahren üblichen spätrömischen Praxis der klaren Trennung der beiden Bereiche.
Der Titel Exarch bezeichnete ursprünglich einen Offizier des spätrömischen Heeres. Das Amt in seiner neuen Form schuf der oströmische Kaiser Maurikios (582–602), der dadurch die Sicherung gefährdeter Außenbezirke und zugleich die Straffung der Reichsstruktur anstrebte. Nur so war es möglich, dass die beiden unter Justinian zurückeroberten Gebiete Africa (Hauptstadt Karthago) und Italien (Hauptstadt Ravenna) zunächst noch weiter als Teile des Imperiums existieren konnten, da beiden Exarchen ein relativ unabhängiges und flexibles Agieren möglich war, während die Aufmerksamkeit der Zentralregierung anderen Fronten gelten musste. Dies alles gelang trotz der schwindenden Macht Konstantinopels, dessen Kräfte an allen Fronten gleichzeitig gebunden waren: im Osten gegen die Sassaniden bzw. später gegen die Araber (siehe Islamische Expansion), auf dem Balkan gegen Awaren und Slawen, in Italien gegen Langobarden und später auch gegen arabische Piraten, in Afrika zudem gegen die Berber und Araber. Manchmal aber beeinflussten Ereignisse in den Exarchaten auch den Lauf der Dinge in der Hauptstadt: 610 nahm so der Sturz des Kaisers Phokas durch Herakleios seinen Ursprung in einer Rebellion des Exarchen von Karthago, die zwei Jahre zuvor begonnen hatte.
Die Exarchate verschwanden im Frühmittelalter mit dem weitgehenden Zusammenbruch der byzantinischen Herrschaft im Westen: 697/98 fiel Karthago an die Araber, 751 eroberten die Langobarden dann Ravenna.